# Tour de Burgos 2008
La 30e édition du Tour de Burgos a eu lieu du 5 au 9 août 2008. Il est inscrit au calendrier de l'UCI Europe Tour 2008.

## Récit de la course
La victoire revient à l'Espagnol Xabier Zandio de la Caisse d'Épargne.

## Classements des étapes
| Étape     | Date   | Villes étapes                  | km     | Vainqueur d'étape  | Leader du classement général |
| 1re étape | 5 août | Medina de Pomar - Villarcayo   | 150 km | Andrei Kunitski    | Andrei Kunitski              |
| 2e étape  | 6 août | Belorado - Miranda de Ebro     | 186 km | Yauheni Hutarovich | Andrei Kunitski              |
| 3e étape  | 7 août | Melgar de Fernamental - Burgos | 149 km | Koldo Fernández    | Andrei Kunitski              |
| 4e étape  | 8 août | Burgos - Aranda de Duero       | 162 km | Yauheni Hutarovich | Andrei Kunitski              |
| 5e étape  | 9 août | Los Pinares - Los Pinares      | 155 km | Juan José Cobo     | Xabier Zandio                |

## Classement général final
|    | Coureur              | Pays        | Équipe                 |    | Temps            |
| -- | -------------------- | ----------- | ---------------------- | -- | ---------------- |
| 1  | Xabier Zandio        | Espagne     | Caisse d'Épargne       | en | 18 h 42 min 57 s |
| 2  | Íñigo Landaluze      | Espagne     | Euskaltel-Euskadi      | +  | 12 s             |
| 3  | Walter Pedraza       | Colombie    | Tinkoff Credit Systems |    | 29 s             |
| 4  | Julien Loubet        | France      | AG2R La Mondiale       |    | 1 min 23 s       |
| 5  | Ezequiel Mosquera    | Espagne     | Karpin Galicia         |    | 1 min 27 s       |
| 6  | Juan José Cobo       | Espagne     | Scott-American Beef    |    | 1 min 29 s       |
| 7  | Manuel Vázquez Hueso | Espagne     | Contentpolis-Murcia    |    | 1 min 38 s       |
| 8  | Andrei Kunitski      | Biélorussie | Acqua & Sapone         |    | 1 min 41 s       |
| 9  | Daniel Moreno        | Espagne     | Caisse d'Épargne       |    | 1 min 47 s       |
| 10 | Stefano Garzelli     | Italie      | Acqua & Sapone         |    | 1 min 51 s       |